# Вавилонский нусах
Вавило́нский ну́сах — распорядок молитв, который использовали общины Вавилонии. Возник в период поздней античности. Различия между вавилонским и палестинским нусахами — незначительны. Вавилонский нусах — краток, содержит множество вставок на субботу, праздник, постный день, в отличие от палестинского нусаха, который наполнен псалмами и пиютами.

## История
Амрам гаон является первым, кто составил полное синагогальное богослужение для будней и праздников, для личных молитв и общинных. Сидур Амрама гаона представляет собой основу текстов немецко-польской литургии (нусах сефардов). Все современные каноны восходят к вавилонскому нусаху с добавлением некоторых палестинских элементов.

## Различия
- В Вавилонии раввины в синагоге сидели отдельно, лицом к общине[7] (в Палестине — на первых рядах лицом к ковчегу вместе с общиной[8])
- В Вавилонии раввинов называли «рав» (в Палестине — «ра́бби»[9][10])
- В вавилонском нусахе Шма читали стоя (в палестинском нусахе — сидя[11])
- В Вавилонии и Палестине благословения после Шма — различны[12]
- В вавилонском нусахе стихи из Танаха — редки (в палестинском нусахе в каждом благословении наличествует стих из Псалтири или Танаха[13])
- В вавилонском нусахе после хафтаро́т, произнося благословение, сидят (в палестинском нусахе — вставали[14])
- В вавилонском нусахе молитва «Амида» состоит из 19 благословений (в палестинском нусахе молитва «Шмоне эсре» состояла из 18 благословений, отчего носила название Шмо́не э́сре[15][16])
- В вавилонском нусахе серединное (4-е) благословение о субботе в субботней молитве «Амида» (ме-эн шева) завершают словами «Тот, Кто освящает субботу» (в палестинском нусахе оканчивали словами «Тот, Кто освящает Израиль и субботу»[17])
- В Вавилонии молитву «Амида» произносили бесшумно «про себя» каждый еврей отдельно от общины[18] (в Палестине произносили молитву «Шмоне эсре» громко вслух всей общиной вместе[19][20])
- В вавилонском нусахе биркат коханим зачитывает шли́ах-ци́бур («посланник общины») — любой еврей, ведущий общинную молитву (в Палестине би́ркат кохани́м в молитве «Амида» пропускали, если в общине отсутствовали кохены[21])
- В вавилонском нусахе «Хавинену» состоит из 13 благословений молитвы «Амида» и парафраза стиха из книги пророка Исаии (в палестинском нусахе благословение «Ха́винену» было составлено из 12 серединных благословений молитвы «Шмоне эсре» и стиха из книги пророка Исаии)
- В вавилонском нусахе «Хавинену» произносят лишь летом, потому что она не содержит упоминания о дождях (в палестинском нусахе «Хавинену» произносили на протяжении всего года, потому что она содержала упоминания о летних росах и зимних дождях для Палестины)
- В Вавилонии в течение библейского ежегодного дня поста Йом кипур кохены произносили биркат коханим трижды (в Палестине — четырежды[22])
- В Вавилонии публичное чтение малых по объёму отрывков Торы в общине распределяли на год[23] (в Палестине — на 3.5 года[24][25])
- Таргумы Палестины и Вавилонии — различны[26]
- В вавилонском нусахе благословения названы «Биркат ха-мазон» и имеют одинаковый вид как для будней, так и на субботу, стихи из Псалтири отсутствуют (в палестинском нусахе благословения после съеденной пищи были названы «Би́ркат ма́зон» и составлены в двух вариантах, кратко — для будней, удлинённое субботнее первое благословение из трёх, в каждое благословение вставлены стихи из Тили́н[27])
- В вавилонском нусахе было лишь благословение о буре (в палестинском нусахе было 2 благословения[28] о восточном ветре, который приносил необходимый палестинской земле дождь, одно благословение о восточной буре («Благословен… сила и мощь которого наполняет мир»), другое — об обычном восточном ветре («Благословен… совершающий дела творения (природы)»))
- Вавилонские евреи предпочитали головоломную галаху (в палестинских синагогах особо развивали поэтическую агаду (пиюты)[29])
- Вавилонская Гма́ра — остроумна, отличается запутанностью стиля (палестинская Гмара — проста и логична[29])
- Вавилонские академии выработали гражданское право (палестинские академии — этику[29])